# 鹿児島県立サッカー・ラグビー場
鹿児島県立サッカー・ラグビー場（かごしまけんりつサッカー・ラグビーじょう）は、鹿児島県鹿児島市中山町の鹿児島ふれあいスポーツランド内にある球技場。開園以来、セイカスポーツセンターが指定管理者として施設の管理運営を行っている。

## 概要
鹿児島ふれあいスポーツランドは鹿児島市が整備した都市公園（総合公園・運動公園）だが、県外からのスポーツキャンプ・合宿などの誘致にも取り組む一環として、県が公園敷地のうち未整備だった105,000 m2を市から買い上げ、2009年（平成21年）から事業着手し整備したものである。2014年（平成26年）2月1日に開場した。
毎年12月にはJFA 全日本U-12サッカー選手権大会が開催されている（ふれあいスポーツランドの芝生広場と合わせて使用）ほか、全国高等学校ラグビーフットボール大会の鹿児島県予選が行われている。2023年に開催予定の燃ゆる感動かごしま国体（特別国体）でもラグビー競技の会場として使用される予定。また、鹿児島ユナイテッドFCは日本フットボールリーグ（JFL）時代にAコートをメインスタジアムとして使用していた（Jリーグ加盟後は全試合を鴨池陸上競技場（白波スタジアム）で開催）。練習場としても使用していたが、市内喜入町に新たな練習場を整備することが決まっている。
ふれあいスポーツランドのうち市の所管部分については2019年（平成31年）から南国殖産に管理者が変わったが、県の所管部分（サッカー・ラグビー場）は引き続きセイカスポーツセンターが管理を行っている。

## 施設概要
独立した天然芝グラウンド（Aコート）であるメイングラウンドと、人工芝1面（Bコート）・天然芝1面（Cコート）が並列するサブグラウンドが設けられている。各コートともサッカー又はラグビーのフルサイズコートが確保出来るサイズとなっている。天然芝コートには電光スコアボードが設置されている。照明設備は当初人工芝コートにのみ設置されていたが、後に3面とも設置された。
観覧スペースは、各コートとも本部席側（A/Bコートは西側、Cコートは東側）にベンチシートの観客席が設けられている以外は全て芝生席。このため、鹿児島市が開いたサッカー等スタジアム整備検討協議会では「（県立サッカー・ラグビー場は）『観る施設』ではない」と評価されている。

## アクセス
- JR鹿児島本線 広木駅/JR指宿枕崎線 谷山駅/鹿児島市電1系統 谷山電停から鹿児島市コミュニティバスで「ふれあいスポーツランド」下車、又はタクシー
- 天文館から鹿児島交通バス8番線「ふれあいスポーツランド」行きで終点下車
- JR鹿児島中央駅から車で約30分
- 指宿スカイライン 中山ICからすぐ